# Argia albistigma
Argia albistigma är en trollsländeart som beskrevs av Hagen in Selys 1865. Argia albistigma ingår i släktet Argia och familjen dammflicksländor. Inga underarter finns listade i Catalogue of Life.